# Indolestes albicaudus
Indolestes albicaudus là loài chuồn chuồn trong họ Lestidae. Loài này được McLachlan mô tả khoa học đầu tiên năm 1895.